# Sings Reign Rebuilder
Sings Reign Rebuilder es el álbum debut de la banda canadiense Set Fire to Flames. Fue lanzado por Alien8 Recordings, FatCat Records en 2001.
El álbum fue grabado en una casa centenaria (o se nombró o se apodó 15 Ontario) que aparentemente planeó ser demolido. De las notas:
your bulldozers and wrecking ball can make match-sticks out of the rickety staircase and crookt/creaking floorboards --- but they can't erase the recording that was made here.
(Vuestros bulldozeres y vuestra bola de demolición pueden convertir la escalera raquítica y los tablones de suelo torcidos/crujientes en palos de fósforos --- pero no pueden eliminar la grabación que se hizo aquí)
Así, muchos sonidos normalmente eliminados del proceso de registro, incluyendo las tablas de piso crujientes, los arrastrados de papel y ruidos exteriores, quedaron intacto en el álbum final. La ocurrencia más notable es la sonida de una sirena de policía que pasó por la casa al final de "Love Song for 15 Ontario". El vehículo fue reconocido como una artista invitada en la canción.

## Personal
- Aidan Girt: tambores
- Beckie Foon: cello
- Bruce Cawdron: percusión
- Christof Migone: Magnetófono de bobina abierta/banjo/Micrófonos de contacto
- David Bryant: guitarra
- Genevieve Heistek: viola
- Gordon Krieger: Clarinete bajo
- Jean-Sébastien Truchy: bajo
- Mike Moya: guitarra
- Roger Tellier-Craig: guitarra
- Sophie Trudeau: violín
- Speedy: guitarra
- Thea Pratt: Cuerno francés

- Datos: Q642670